# Verena Hofer (Tennisspielerin)
Verena Hofer (* 2. September 1997) ist eine italienische Tennisspielerin.

## Karriere
Hofer begann mit vier Jahren das Tennisspielen und bevorzugt Sandplätze. Sie spielt hauptsächlich auf der ITF Women’s World Tennis Tour, wo sie bislang vier Doppeltitel gewann.
Im Einzel stand sie in acht Halb- und weiteren 13 Viertelfinals bei ITF-Turnieren und im Doppel in weiteren vier Finals und sechs Halbfinals.
2014 startete sie bei den Australian Open in den Juniorinnenwettbewerben. Im Juniorinneneinzel verlor sie in der ersten Runde gegen Destanee Aiava mit 5:7 und 2:6. Im Juniorinnendoppel verlor sie an der Seite ihrer Partnerin Beatrice Lombardo in der ersten Runde gegen Naiktha Bains und Olivia Tjandramulia mit 3:6 und 2:6. Im Februar erreichte sie bei den AK Ladies Open im Dameneinzel mit Siegen über Martina Kubičíková und Justine Ozga das Viertelfinale, das sie dann gegen Carolin Daniels verlor. In Wimbledon war sie mit Partnerin Emilie Francati für den Wettbewerb im Juniorinnendoppel qualifiziert, trat aber dann nicht an. Bei den US Open verlor sie mit Partnerin Bianca Turati in der ersten Runde gegen Olha Fridman und Jeļena Ostapenko mit 2:6 und 5:7. Ende September gewann sie ihren ersten Doppeltitel auf der ITF-Tour.
2016 konnte sie im Oktober ihren zweiten ITF-Doppeltitel gewinnen.
2018 gewann sie im Mai und September zwei weitere Doppeltitel und stand mit Maria Vittoria Viviani im Finale des ITF Cordenons.
In der deutschen Tennisbundesliga stand sie 2021 in der 2. Tennis-Bundesliga im Kader des MTTC Iphitos, mit dem sie einen fünften Platz in der Tabelle belegte.

## Turniersiege

### Doppel
| Nr. | Datum              | Turnier                  | Belag       | Kategorie | Partnerin              | Finalgegnerinnen                    | Ergebnis         |
| --- | ------------------ | ------------------------ | ----------- | --------- | ---------------------- | ----------------------------------- | ---------------- |
| 1.  | 27. September 2014 | Santa Margherita di Pula | ITF $10.000 | Sand      | Martina Pratesi        | Marie Benoît Kimberley Zimmermann   | 6:4, 7:5         |
| 2.  | 22. Oktober 2016   | Hammamet                 | ITF $10.000 | Sand      | Sara Marcionni         | Joséphine Boualem Xenija Scharifowa | 6:3, 7:65        |
| 3.  | 12. Mai 2018       | Hammamet                 | ITF $15.000 | Sand      | Andrea Ka              | Vitalia Stamat Marija Sotowa        | 1:6, 6:2, [10:8] |
| 4.  | 8. September 2018  | Triest                   | ITF $15.000 | Sand      | Maria Vittoria Viviani | Sara Marcionni Maria Aurelia Scotti | 6:3, 7:5         |